# Lista de túneis de Portugal

## Túneis rodoviários

### Meio urbano
Lisboa
| #  | Túnel                     | Localização                                                           | Extensão (m)   | Inauguração (ano) |
| 01 | Túnel do Marquês          | Avenida Engenheiro Duarte Pacheco - Avenida António Augusto de Aguiar | 1725m (5659ft) | 2007              |
| 02 | Túnel da Avenida João XXI | Av. Afonso Costa/ Campo Pequeno                                       | 1490m (4888ft) | 1997              |
| 03 | Túnel do Campo Grande     | Avenida do Campo Grande                                               | 38,1 (125ft)   | 1993              |
| 04 | Túnel das Amoreiras       |                                                                       |                |                   |

Porto
| #  | Túnel                    | Localização                                                          | Extensão (m) | Inauguração (ano) |
| 01 | Túnel das Antas I        | Avenida Fernão Magalhães - Nó do Estádio (VCI)                       | 730 m        | 2004              |
| 02 | Túnel das Antas II       | Nó do Estádio/Mercado Abastecedor (VCI) - Via Futebol Clube do Porto | 440 m        | 2004              |
| 03 | Túnel de Ceuta           | Praça Filipa de Lencastre - Rua D.Manuel II e Jardim do Carregal     | 490 m        | 2006              |
| 04 | Túnel da Ribeira         | Rua da Ribeira Negra                                                 | 200 m        | 1956              |
| 05 | Túnel das Flores         | Rua Dr. Joaquim Urbano - Praça das Flores                            | 150 m        | 1999              |
| 06 | Túnel de Faria Guimarães | Rua de Faria Guimarães                                               | 180 m        |                   |

Ilha da Madeira (Via Rápida e Via Expresso)
| #  | Túnel                          | Extensão (m) |
| 01 | Túnel do Cortado               | 3170         |
| 02 | Túnel da Ponta do Sol          | 3167         |
| 03 | Túnel da Encumeada             | 3100         |
| 04 | Túnel do Jardim do Mar         | 2511         |
| 05 | Túnel de S. Vicente/Boaventura | 2400         |
| 06 | Túnel do Curral das Freiras    | 2383         |
| 07 | Túnel do Caniçal               | 2140         |
| 08 | Túnel do Norte                 | 2100         |
| 09 | Túnel do Arco da Calheta       | 1910         |

Ilha da Madeira (levadas)
| # | Túnel                                                                        | Extensão (m) | Nota            | Ano construção |
| - | ---------------------------------------------------------------------------- | ------------ | --------------- | -------------- |
| 1 | Levada dos Tornos (entre a Fajã da Nogueira e os Tornos)                     | 5100         | Não é visitável | 1966           |
| 2 | Levada dos Tornos (entre a Ribeira de São Jorge e a Ribeira Seca)            | 4300         | Acesso restrito | 1966           |
| 3 | Levada dos Tornos (entre a Fajã do Penedo e a Ribeira de São Jorge)          | 2500         | Visitável       | 1966           |
| 4 | Levada do Pico Ruivo                                                         | 2437         | Visitável       | 1971           |
| 5 | Levada das Rabaças (entre a Ribeira da Ponta do Sol e da Fajã das Éguas)     | 2300         | Acesso restrito | 1961           |
| 6 | Levada do Seixal (entre a Ribeira do Seixal e a do Pau dos Cedros)           | 1700         | Visitável       | 1953           |
| 7 | Levada da Rocha Vermelha (entre a Ribeira do Lageado e a Ribeira da Calheta) | 1700         | Visitável       | 1953           |

Outras localidades
| #  | Túnel            | Localização | Extensão (m) | Inauguração (ano) |
| 01 | Túnel do Viriato | Viseu       | 370          | 2004              |
| 02 |                  |             |              |                   |
| 03 |                  |             |              |                   |

### Estradas (estradas nacionais,autoestradas,itinerários principais(IP), etc
| #  | Túnel                 | Localização                      | Extensão (m)    | Inauguração (ano)                         |
| 01 | Túnel do Marão        | A4                               | 5665m (18585ft) | 2016                                      |
| 02 | Túnel da Gardunha     | A23 (zona do Fundão)             | 1620m (5314ft)  | 1997 (túnel poente) 2003 (túnel nascente) |
| 03 | Túnel de Benfica      | IC17 (CRIL)                      | 1446m (4744ft)  | 2011                                      |
| 04 | Túnel de Castro Daire | A24                              | 818m (2683ft)   | 2005                                      |
| 05 | Túnel da Portela      | A27                              | 815m (2673ft)   | 2005                                      |
| 06 | Túnel de Montemor     | A9 (CREL)                        | 740m (2427ft)   | 1995                                      |
| 07 | Túnel do Grilo        | IC17 (CRIL)                      | 527m (1729ft)   | 1998                                      |
| 08 | Túnel de Góios        | Via rápida de ligação A28 - EN13 | 480m (1574ft)   | 2008                                      |
| 09 | Túnel do Covelo       | A41                              | 460m (1509ft)   | 2011                                      |
| 10 | Túnel do Barreiro     | A27                              | 440 m (1443ft)  | 2005                                      |

## Túneis ferroviários
| #  | Túnel                               | Localização                          | Extensão (m) | Inauguração (ano) |
| 01 | Túnel do Rossio                     | Rossio - Campolide (linha de Sintra) | 2613 m       | 1891              |
| 02 | Túnel do Juncal                     | Linha do Douro                       | 1621 m       | 1879              |
| 03 | Túnel da Alfândega III (desativado) | Ramal da Alfândega                   | 1327 m       | 1888              |
| 04 | Túnel do Grande Salgueiral          | Linha da Beira Alta                  | 1096 m       | 1882              |
| 05 | Túnel de Caíde/Tapada               | Linha do Douro                       | 1086 m       | 1878              |
| #  | Túnel de Alcântara                  | Linha de Cintura (Lisboa)            | 550 m        | 1887              |
| #  | Túnel da Lapa                       | Trindade - Lapa (Porto)              | 500 m        | 1938              |

### Túneis construídos para oMetropolitano de Lisboa
| #  | Túnel      | Localização | Extensão (km)     | Inauguração (ano) |
| 01 | Linha Azul |             | 12,9 km (42,3 ft) | 1959              |

### Túneis construídos para oMetro do Porto
| #  | Túnel                    | Localização               | Extensão (km)     | Inauguração (ano) |
| 01 | Túnel Salgueiros-Ponte   | Salgueiros - Ponte Luís I | 4 km (13123 ft)   | 2005              |
| 02 | Túnel Campanhã-Trindade  | Campanhã - Trindade       | 2,3 km (7,5 ft)   | 2004              |
| 03 | Túnel Contumil-Rio Tinto | Nau Vitória - Levada      | 1 km (3280 ft)    | 2011              |
| 04 | Túnel J                  | Túnel da Lapa - Trindade  | 0,274 km (616 ft) | 2003              |